# Snipe Lake n.º 259
Snipe Lake n.º 259 es un municipio rural canadiense situado en la provincia de Saskatchewan.

## Superficie
Snipe Lake n.º 259 tiene una superficie de 1615,91 km².

## Demografía
En 2021, tenía 410 habitantes, una densidad poblacional de 0,3 hab./km², y 290 viviendas.